# VIII dinastia egípcia
A VIII dinastia do Antigo Egito é uma linhagem de faraós pouco conhecida e de curta duração que reinou em rápida sucessão no começo do século XXII a.C., talvez sediados em Mênfis. Os egiptólogos estimam que reinou por aproximadamente 20-45 anos e várias datas foram sugeridas: Ian Shaw e Paul Nicholson sugeriram 2 181-2 125 a.C.; Ian Shaw, noutra obra, 2 181-2 160 a.C.; a Enciclopédia do Antigo Egito da Oxford e Peter Clayton, 2 190-2 165 a.C.; Jürgen von Beckerath, 2 191-2 145 a.C.; Erik Hornung, Rolf Krauss e David A. Warburton, 2 150-2 118 a.C.

#### Fontes do Reino Novo

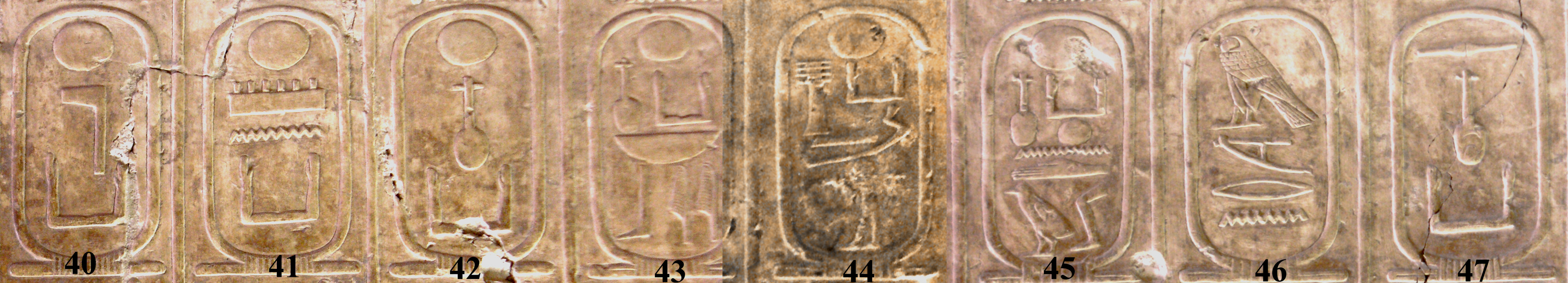
Lista Real de Abidos, entradas 40-47

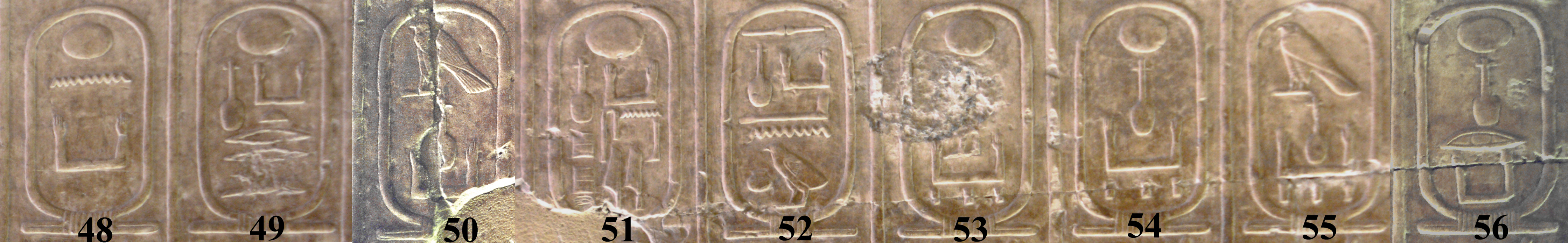
Lista Real de Abidos, entradas 48-56

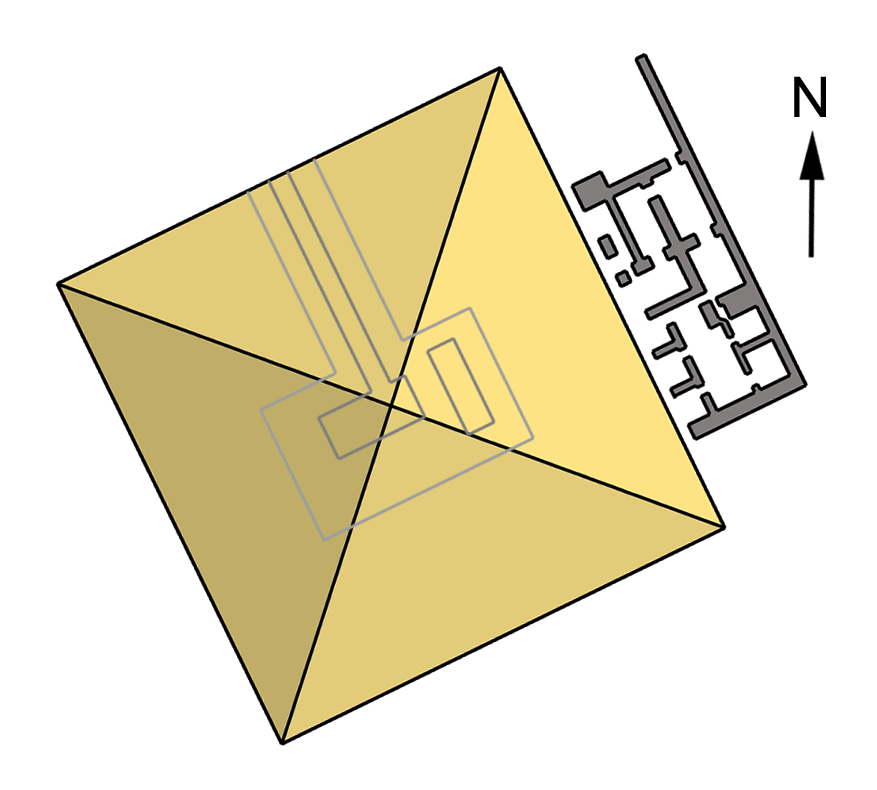
Pirâmide de Cacaré Ibi

## Fim do Reino Antigo e conturbação política

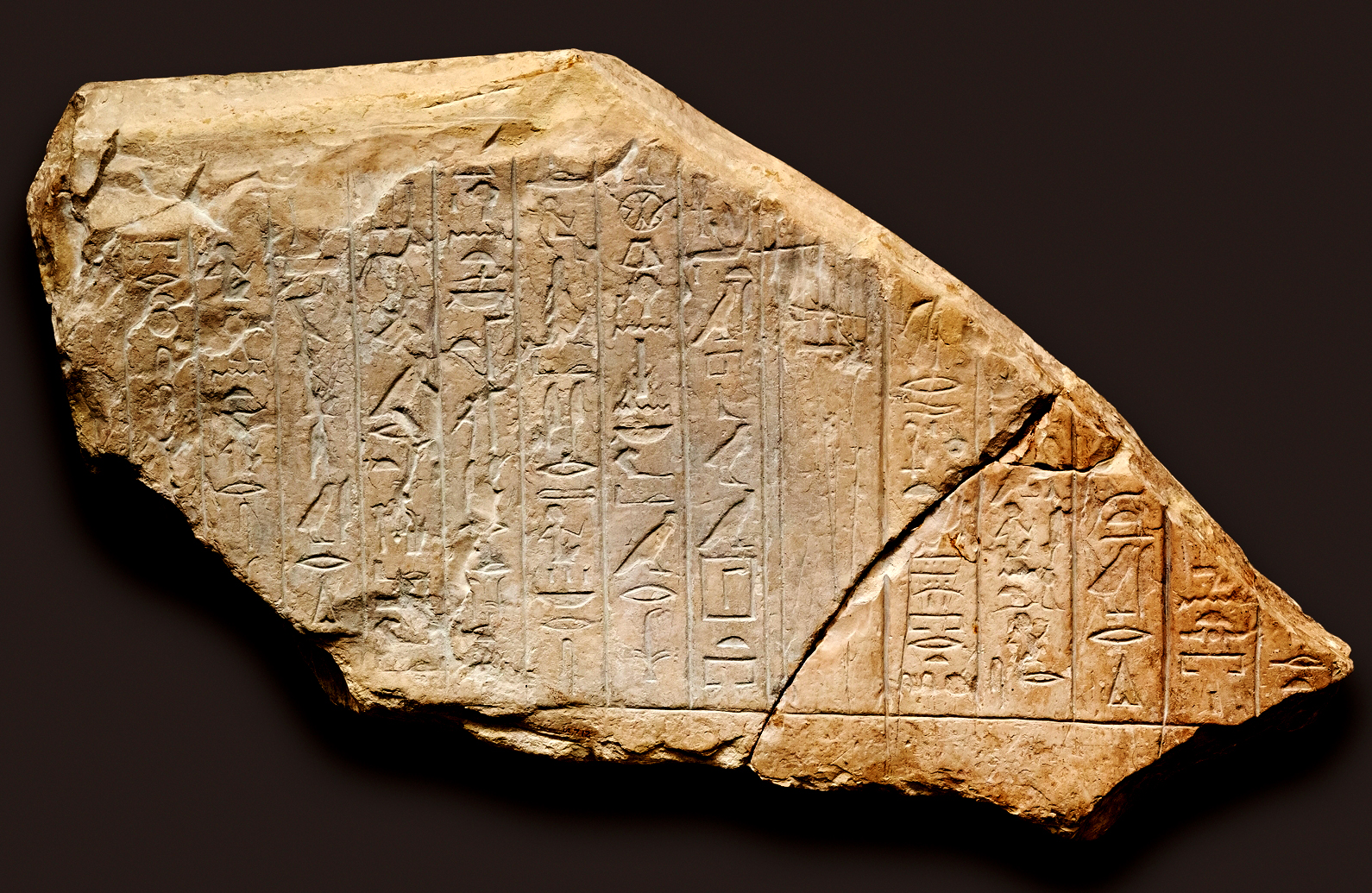
Fragmentos de dois decretos de Copto datando do reinado de Nefercauor. Fim da VIII dinastia

### Históricas